# Zespół Frynsa
Zespół Frynsa (łac. syndroma Fryns ang. Fryns syndrome, FRNS) – genetycznie uwarunkowany zespół wad wrodzonych charakteryzujący się dysmorfią twarzy, wrodzoną przepukliną przeponową, hipoplazją płuc i kończyn oraz niepełnosprawnością intelektualną.

## Historia
Zespół został po raz pierwszy opisany w 1971 roku przez belgijskiego genetyka Jean–Pierre’a Frynsa.

## Etiologia
Zespół Frynsa jest zespołem genetycznym dziedziczonym autosomalnie recesywnie. Lokalizacja uszkodzenia genu odpowiedzialnego za powstanie zespołu nie została ustalona.

## Obraz kliniczny
Zespół charakteryzuje się dysmorfią twarzy oraz zespołem wad wrodzonych, z których jednostronna wrodzona przepuklina przeponowa, brak podziału płuc na płaty, niedorozwój dłoni i stóp oraz wady serca i ośrodkowego układu nerwowego są najczęstsze.

## Epidemiologia
Częstość występowania szacowana jest na 1 na 14 000 urodzeń.

## Diagnostyka różnicowa
Podstawą rozpoznania jest typowy obraz kliniczny. Zespół Frynsa należy różnicować z zespołem Donnai-Barrowa, zespołem Matthew-Wooda, zespołem Simpsona-Golabi-Behmela, zespołem Cornelii de Lange, zespołem Pallistera-Killiana oraz dystalną monosomią 15q.

## Rokowanie
Rokowanie jest zależne od nasilenia wad wrodzonych, ale przeżycie poza okres niemowlęcy jest rzadkie.

## Leczenie
Leczenie jest objawowe. Konieczne jest chirurgiczne leczenie przepukliny przeponowej. W przypadku wystąpienia przetrwałego nadciśnienia płucnego noworodków niezbędne jest zastosowanie pozaustrojowego utlenowania krwi (ECMO), tlenku azotu oraz surfaktantu.